# Merum (Groningue)
Pour les articles homonymes, voir Merum.
Merum est un hameau qui fait partie de la commune de Loppersum dans la province néerlandaise de Groningue.